# Dumitru Macri
Dumitru Macri (28. dubna 1931 Bukurešť – 20. března 2024 Paříž) byl rumunský fotbalový obránce.

## Fotbalová kariéra
V rumunské lize hrál za Locomotivu/Rapid Bucureşti. Nastoupil ve 231 ligových utkáních a dal 1 gól. Za reprezentaci Rumunska nastoupil v letech 1958–1962 v 8 utkáních.

## Ligová bilance
| Ročník                | Zápasy | Góly | Klub                 |
| --------------------- | ------ | ---- | -------------------- |
| Liga I 1950           | 20     | 0    | Locomotiva Bucureşti |
| Liga I 1951           | 15     | 0    | Locomotiva Bucureşti |
| 2. rumunská liga 1952 | -      | -    | Locomotiva Bucureşti |
| Liga I 1953           | 14     | 0    | Locomotiva Bucureşti |
| Liga I 1954           | 21     | 1    | Locomotiva Bucureşti |
| 2. rumunská liga 1955 | -      | -    | Locomotiva Bucureşti |
| Liga I 1956           | 24     | 0    | Locomotiva Bucureşti |
| Liga I 1957           | 10     | 0    | Locomotiva Bucureşti |
| Liga I 1957/1958      | 21     | 0    | Rapid Bucureşti      |
| Liga I 1958/1959      | 17     | 0    | Rapid Bucureşti      |
| Liga I 1959/1960      | 14     | 0    | Rapid Bucureşti      |
| Liga I 1960/1961      | 26     | 0    | Rapid Bucureşti      |
| Liga I 1961/1962      | 24     | 0    | Rapid Bucureşti      |
| Liga I 1962/1963      | 13     | 0    | Rapid Bucureşti      |
| Liga I 1963/1964      | 9      | 0    | Rapid Bucureşti      |
| Liga I 1964/1965      | 3      | 0    | Rapid Bucureşti      |
| CELKEM 1. liga        | 231    | 0    |                      |